# Radio en milieu scolaire
Ne doit pas être confondu avec Radio scolaire.
Une radio en milieu scolaire (REMS) est une radio gérée et animée par des élèves en milieu scolaire en France. La première REMS fut Radio RCV, créée en 1984 au collège de Villers-le-Lac dans le Doubs.
Ce sont des radios gérées par des associations loi de 1901, donc de catégorie A qui ont les mêmes obligations envers l'État que les autres radios associatives.
Les élèves participent à l'antenne des REMS pendant leurs temps scolaires lors de projets pédagogiques réalisés avec leurs instituteurs ou professeurs, soit pendant leur temps extra-scolaires pour animer des émissions en direct ou réaliser des rubriques sur les thèmes de leur choix.
Les REMS sont de véritables écoles de radio.
Les REMS peuvent être :
- une radio A avec une fréquence attribuée par le CSA, dans un établissement scolaire ou en dehors ;
- un atelier radio sans fréquence mais qui diffuse ses émissions et rubriques grâce à un partenariat avec une radio associative.

Les REMS travaillent avec les écoles, collèges, lycées, lycées professionnels, BTS... en fonction des programmes scolaires de l'Éducation nationale.
La réalisation d’une rubrique ou d’une émission demande aux élèves certaines compétences :
- la recherche de l’information (souvent au CDI) ;
- la validation de l’information et sa sélection ;
- la technique du résumé et la réécriture ;
- la lecture (ponctuation, respiration, ton, plaisir…) ;
- le montage son sur ordinateur ;
- la technique de la diffusion sur l’antenne grâce à un logiciel, selon une grille de programme définie.

L'élève y fait des apprentissages et acquiert des compétences :
- la maîtrise de la langue et de l’écriture ;
- la maîtrise des techniques de l’information et de la communication ;
- les élèves sont acteurs dans la recherche, la fabrication puis la transmission de l’information ;
- leurs émissions les obligent à réfléchir sur la communication des connaissances et sur les moyens de les véhiculer ;
- la diction, l'expression et la créativité ;
- l'éducation à la citoyenneté ;
- la responsabilisation et l'autonomie.